# Copahue
Copahue (špa. Volcán Copahue) je stratovulkan u Južnoj Americi, smješten između regije Biobío u Čileu i pokrajine Neuquén na istoku Argentine. Vulkan je visok 2.997 metara nadmorske visine. Zadnja veća erupcija bila je 2012. godine.

## Vanjske poveznice
|  | Zajednički poslužitelj ima još gradiva o temi Copahue |

- Copahue (vulkan) — Andeshandbook.org  Arhivirana inačica izvorne stranice od 2. prosinca 2013. (Wayback Machine) (šp.)